# Abroma
Abroma és un gènere de plantes dins la família e Sterculiaceae (o Malvaceae. Té unaq o dues espècies d'Àsia i Austràlia. Ambroma n'és una variant ortogràfica.

## Taxonomia
Nikolaus Joseph von Jacquin va descriure aquest gènere el 1776 amb una sola espècie Abroma fastuosum.
- Abroma augustum (L.) L.f.[1] – devil's cotton, proporciona una fibra com el jute
- Abroma molle DC.[4]